# پوکا اورکو (آرکیپا)
پوکا اورکو (به اسپانیایی: Puka Urqu) یک کوه در پرو است که در منطقه آیاکوچو واقع شده‌است. پوکا اورکو ۴٬۹۲۳٫۱ متر بالاتر از سطح دریا واقع شده‌است.